# Філолай (законодавець)
Філолай (дав.-гр. Φιλόλαος) — коринфський політик і фіванський законодавець VIII ст. до н. е.
Народився і зробив політичну кар'єру в Коринфі, де обіймав найвищу посаду — притана. Проте в 729 р. до н. е. з особистих причин (він нібито закохався в олімпіоніка Діокла) змушений був залишити батьківщину і перебратися до беотійських Фів. Місцеві мешканці звернулися до прибульця з проханням розробити закони для міста. Зміст законів дійшов до нас лише в загальних рисах. Відомо, що вони обмежували число дітей у громадян-землевласників. Вочевидь, це робилося для того, щоб стримати зростання кількості безземельних членів громади.